# Attenuata hinemoa
Attenuata hinemoa is een slakkensoort uit de familie van de Rissoidae. De wetenschappelijke naam van de soort is voor het eerst geldig gepubliceerd in 1948 door Fleming.